# Horst Eckel
Horst Eckel (Vogelbach, 8 februari 1932 – Landstuhl, 3 december 2021) was een Duits voetballer die als middenvelder speelde.
Eckel debuteerde op vijftienjarige leeftijd voor 1. FC Kaiserslautern waarmee hij in 1951 en 1953 landskampioen werd. Hij maakte deel uit van de West-Duitse selecties op het wereldkampioenschap voetbal 1954, waar Duitsland de eerste titel won, en het wereldkampioenschap voetbal 1958 (vierde plaats).
Eckel was de laatste nog levende speler van het WK-elftal uit 1954.
1 Turek ·
2 Laband ·
3 Kohlmeyer ·
4 Bauer ·
5 Erhardt ·
6 Eckel ·
7 Posipal ·
8 Mai ·
9 Mebus ·
10 Liebrich ·
11 Metzner ·
12 Rahn ·
13 Morlock ·
14 Klodt ·
15 O. Walter ·
16 F. Walter  ·
17 Herrmann ·
18 Biesinger ·
19 Pfaff ·
20 Schäfer ·
21 Kubsch ·
22 Kwiatkowski ·
Coach: Herberger
- Gemeinsame Normdatei: 12945835X
- International Standard Name Identifier: 0000 0003 8232 7930
- Library of Congress Control Number: nr2005006459
- Virtual International Authority File: 265242494
- WorldCat: E39PBJp67qXxKpJkcfXkXvRkDq